# Главное интервью
Главное интервью (азерб. Ən vacib müsahibə) — советская драма 1971 года производства киностудии Азербайджанфильм.

## Синопсис
Фильм рассказывает о журналистике. В этом смысле духовность и совесть журналиста должны быть чистыми. Герой обязан ответить на поставленный вопрос «В чём смысл жизни и что я сделал для людей»?. Главный герой фильма Заур работает радиожурналистом. Он ищет ответы на поставленный вопрос на всём протяжении фильма, но ему будет трудно ответить на вопрос из-за сложности в жизни.

## Создатели фильма

### В ролях
Гаджимурад Егизаров — Заур
Ариадна Шенгелая — Саида
Сиявуш Шафиев — Алтай
Мухлис Джанизаде — учитель Анвар
Тофик Мирзаев — иностранный певец
Рза Тахмасиб — Джабраиль
Константин Адамов — Абдулла Каримович
Фуад Поладов — Баджиоглу
Назим Агаев — Салех
Камал Худавердиев — Гасанов
Абдул Махмудов — Фикрет
Мамедрза Шейхзаманов — отец Заура
Фирангиз Шарифова — мать Заура
С. Эфендиева
Дина Тумаркина
М. Алекперов
Рамиз Меликов — корреспондент
Мирзабаба Меликов — Джафар
Земфира Исмаилова — нефтяник
Татьяна Гросс
Евгения Невмержицкая
Бахадур Алиев — Бахадур

#### Роли дублировали

##### Внутренний дубляж (в титрах не указаны)
Гасан Турабов- Заур (Гаджимурад Егизаров)
Амалия Пагнахова- заведующая зоопарка
Гасан Аблуч — Салех (Назим Агаев)
Шахмар Алекперов — Алтай, журналист (Сиявуш Шафиев)
Амина Юсифкызы — Саида (Ариадна Шенгелая)
Амилет Ханизаде — переводчик
Самандар Рзаев — Абдулла Камалович (Константин Адамов)
Юсиф Велиев — Джабраиль (Рза Тахмасиб)

##### Дубляж на русский язык
Александр Белявский — Заур (Гаджимурад Егизаров)
Антонина Кончакова — Саида (Ариадна Шенгелая)
Рудольф Панков — Алтай, журналист (Сиявуш Шафиев)
Алексей Алексеев — Джабраиль (Рза Тахмасиб)
Герман Качин — племянник (Фуад Поладов)
Виктор Рождественский — учитель Энвер (Мухлис Джанизаде)

### Административная группа
оригинальный текст совместно со сценарием: Максуд Ибрагимбеков
режиссёр-постановщик: Эльдар Кулиев
второй режиссёр: Ашраф Мамаев
оператор-постановщик: Расим Оджагов
монтажёр-постановщик: Тахира Бабаева
второй оператор: Шариф Шарифов
художники-постановщики: Камиль Наджафзаде, Фикрет Ахадов
художник по костюмам: Фикрет Ахадов
художник-гримёр: С. Рождеева
композитор и исполнитель песен: Полад Бюль-Бюль оглы (в титрах указан только как композитор)
звукооператор: Алекпер Гасанзаде
редактор: Интигам Гасымзаде
ассистенты режиссёра: Адиль Иссмаилов, Вагиф Асадуллаев, Джейхун Мирзаев, Азер Заманлы
ассистенты оператора: Алескер Алекперов, С. Кашиев
ассистентка монтажёра: Рафига Ибрагимова
ассистенты художника: Т. Маликзаде, А. Степанова
директор фильма: Римма Абдуллаева